# Elaphoglossum inquisitivum
Elaphoglossum inquisitivum är en träjonväxtart som beskrevs av M. Kessler och Mickel. Elaphoglossum inquisitivum ingår i släktet Elaphoglossum och familjen Dryopteridaceae. Inga underarter finns listade.